# Асинский сельский округ
Аси́нский се́льский окру́г (ранее — Асси́нский сельсове́т, каз. Аса ауылдық округі) — административная единица в составе Жамбылского района Жамбылской области Казахстана.
Административный центр — село Аса.

## История
В 1989 году существовал как Ассинский сельсовет в составе пяти сёл: Асса (административный центр), Бирлесу-Енбек, Ильич, Октябрь-Женис (ныне — Шокай) и Рахат.
В периоде 1991—1998 годов:
- сёла Бирлесу-Енбек и Октябрь-Женис образовали отдельное административно-территориальное образование — Акбастауский сельский округ, с административным центром в селе Бирлесу-Енбек;
- село Ильич было передано в состав Каракемерского сельского округа;
- Ассинский сельсовет, согласно реформам административно-территориального устройства Республики Казахстан был преобразован в Асинский сельский округ.

## Население
| Численность населения | Численность населения | Численность населения |
| 1989                  | 1999                  | 2009                  |
| --------------------- | --------------------- | --------------------- |
| 11 493                | ↘8216                 | ↗9048                 |

## Состав
| № | Населённый пункт | Тип населённого пункта       | Население, 1989 | Население, 1999 | Население, 2009 |
| - | ---------------- | ---------------------------- | --------------- | --------------- | --------------- |
| 1 | Аса              | село, административный центр | 8 189           | ↘7 868          | ↗8 640          |
| 2 | Рахат            | село                         | 400             | ↘348            | ↗408            |